# Grupa „Budapeszt” MSW
Grupa „Budapeszt” MSW, Grupa Operacyjna nr 1 MSW „Budapeszt”, GO „Budapeszt” – działająca w latach osiemdziesiątych, do 1990 na Węgrzech, kontrwywiadowcza jednostka operacyjna Ministerstwa Spraw Wewnętrznych PRL.
Grupa pełniła też funkcję łącznikową MSW PRL z Ministerstwem Spraw Wewnętrznych WRL (Belügyminisztérium). W materiałach źródłowych była też określana Punktem Operacyjnym. Jej kierownik oficjalnie przebywał na Węgrzech na statusie dyplomatycznym i nosił rangę radcy ambasady PRL.

## Szefowie przedstawicielstwa
- 1985–1989 – płk. Henryk Bosak